# Ute Willing
Pour les articles homonymes, voir Willing (homonymie).
Ute Willing, née le 8 octobre 1958, est une actrice de cinéma et de télévision allemande.

## Biographie
Ute Willing est la fille d’une marchande de tabac et de journaux munichoise. En tant que modèle photo amateur, elle était devant la caméra dès l’âge de 15 ans, entre autres pour une histoire d’amour photo dans le magazine Bravo (en). Après l’école, elle prend des cours de théâtre.
Elle a fait ses débuts en 1975 dans le film d’Alfred Vohrer, Verbrechen nach Schulschluß (Le Crime après la fin de l’école). La plupart du temps, elle joue dans des comédies comme Mon ami Harvey et à plusieurs reprises aux côtés d’acteurs populaires comme Harald Juhnke (en), Georg Thomalla et Paul Hubschmid. Ute Willing est surtout connue pour sa participation dans des séries télévisées à succès, telles que Inspecteur Derrick, Le Renard ou Tatort.
Également professeur, elle a travaillé à l’Académie du cinéma du Bade-Wurtemberg.

## Filmographie partielle

### Films
- 1975 : Verbrechen nach Schulschluß (Le Crime après la fin de l’école) : La jeune fille[3]
- 2016 : Sanft schläft der Tod : Barbara Kührer[5]
- 2018 : Bier Royal : Ines Mangfall[6]

### Séries télévisées
- 1975 : Der Kommissar : Noch zehn Minuten zu leben[7]
- 1978 : Die Straße[8]
- 1978 : Derrick : Le mouchard : Inga[9]
- 1978 à 1988 : Polizeiinspektion 1[8]
- 1979 à 2003 : Le Renard : diverses rôles secondaires[8]
- 1979 : Derrick : Un petit coin tranquille : Anita[10]
- 1980 : Derrick : Du sang dans les veines : Roswitha Wohmann[11]
- 1980 : Derrick : Pricker : Hanni Sailer[12]
- 1981 à 1983 : Sesame Street[13]
- 1982 : Derrick : Un faux frère : Anita Dettmers[14]
- 1983 : Die Rückkehr der Träume : Ines[8]
- 1984 à 1986 : Detektivbüro Roth (en) : Ricarda[15]
- 1984 : Derrick : Jeux dangereux : Helga Schuster[16]
- 1988 : Derrick : Une sorte de meurtre : La fille dans le bar[17]
- 1990 : Derrick : Aline Malikowa : Alina Malikowa[18]
- 1992 : Happy Holiday[19]
- 1993 : Glückliche Reise : Polly[20]
- 1993 à 2005 : Un cas pour deux : diverses rôles secondaires[8]
- 1993 : Derrick : Une vie bradée : Debbie[21]
- 2000 : Une équipe de choc : Karin[13]
- 2001 à 2003 : Bei aller Liebe[8]
- 2002 : Der Bulle von Tölz : Edith Kolka[22]
- 2003 à 2006 : L'Empreinte du crime[23]
- 2004 : Tatort : Eine Leiche zu viel[24]
- 2006 : Tatort : Schattenspiele[25]
- 2010 : Tatort : Vergessene Erinnerung[26]
- 2012 : Berlin section criminelle : Magdalena[27]
- 2013 : Verbrechen nach Ferdinand von Schirach (Der Igel) : La juge présidente[28]
- 2015 : Schuld nach Ferdinand von Schirach : La juge[29]
- 2017 : Wilsberg[30]